# Relacja przechodnia

Relacje przechodnie można przedstawiać diagramami Hassego; tutaj przykład przedstawiający inkluzję (zawieranie) podzbiorów w zbiorze trójelementowym.

Relacja zwycięstwa między ruchami jest przeciwprzechodnia.

Na płaszczyźnie dwie proste prostopadłe do jednej nie mogą być prostopadłe ze sobą, bo są równoległe.

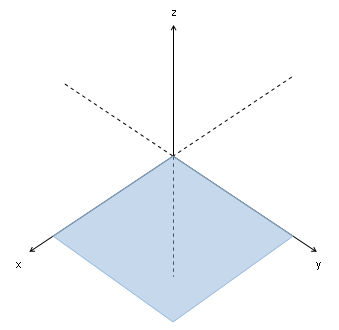
Prostopadłość prostych w trójwymiarze nie jest przeciwprzechodnia – trzy osie układu współrzędnych kartezjańskich są prostopadłe parami.

Relacja przechodnia (tranzytywna) – relacja, która jeśli zachodzi dla pary {\displaystyle (x,y)} oraz pary {\displaystyle (y,z)}, to zachodzi też dla pary {\displaystyle (x,z)}.
Relację dwuczłonową {\displaystyle \varrho \subset X\times X} nazywa się przechodnią, gdy:
{\displaystyle \forall _{x,y,z\in X}\;(x\;\varrho \;y\land y\;\varrho \;z)\Rightarrow x\;\varrho \;z.}
Równoważnie, {\displaystyle \varrho } jest przechodnia dokładnie wtedy, gdy {\displaystyle \varrho \circ \varrho \subseteq \varrho ,} gdzie „{\displaystyle \circ }” oznacza działanie składania relacji dwuczłonowych.
Przechodniość jest jedną z definiujących cech praporządków, w tym relacji równoważności i porządków częściowych (skierowań).

## Przykłady
Relacje przechodnie:
- każda relacja równoważności, np. równość,
- relacje częściowego porządku (skierowania) jak:
  - niewiększość (⩽) i niemniejszość (⩾), np. liczb,
  - zawieranie zbiorów (⊆, ⊇),
  - podzielność (|) w zbiorze liczb naturalnych {\displaystyle \mathbb {N} ,}
- porządki ostre (ścisłe jak):
  - relacje mniejszości (<) i większości (>),
  - bycie przodkiem (wstępnym),
- braterstwo rodzone (ścisłe).

## Przeciwprzechodniość
Wśród relacji nieprzechodnich szczególną klasą są przeciwprzechodnie, in. atranzytywne – zachodzenie ich dla par (x,y) i (y,z) gwarantuje, że nie zachodzą dla (x,z). Przykłady:
- prostopadłość prostych na płaszczyźnie,
- zwycięstwo jednego gestu nad innym w grze w papier, kamień, nożyce.

Relacje, które nie są ani przechodnie, ani przeciwprzechodnie:
- relacja różności „{\displaystyle \neq }”: {\displaystyle 1\neq 2} i {\displaystyle 2\neq 1,} ale {\displaystyle 1=1,}
- przecinanie się zbiorów,
- względna pierwszość liczb,
- prostopadłość prostych w trójwymiarze,
- liniowa niezależność dwóch wektorów,
- przemienność komutacja funkcji w danym zbiorze (działań jednoargumentowych) lub macierzy kwadratowych,
- współpłaszczyznowość (komplanarność) dwóch prostych, półprostych, odcinków lub wektorów,
- podgrupa normalna,
- rodzicielstwo – dziadkowie na ogół nie są rodzicami swoich wnuków, ale są wyjątki przez kazirodztwo.